# Fernando Emmanuel De la Fuente
Fernando Emmanuel De la Fuente (Sierra Grande, Provincia de Río Negro, Argentina; 26 de marzo de 1986) es un exfutbolista argentino. Juega como mediocampista central y su primer equipo fue Racing.

## Trayectoria
Creció en Carmen de Patagones lo cual lo haría llegar al Club Social y Deportivo Patagones donde realizaría toda su carrera formativa para luego recalar en Racing Club de Avellaneda debutando en aquel club en el Clausura 2006 de la mano por el entonces técnico Diego Simeone, pero luego de eso, no tendría mayor continuidad y terminaría partiendo a préstamo a San Martín de San Juan.
En el club de San Juan no lograría mayor continuidad por lo cual para la siguiente temporada llega a Unión de Santa Fe y después a Atlético Rafaela donde fue una de las figuras del equipo, con el cual llegaría a jugar las finales de la Promoción 2010 con Gimnasia y Esgrima La Plata pero no lograría el anhelado ascenso. Luego de esto iría nuevamente a préstamo, esta vez a Chacarita Juniors, pero sería solo un breve paso.
Para comienzos del 2011 comenzaría su mejor etapa profesional fichando en O'Higgins de Chile donde se convirtió en una de las figuras del equipo y de la liga local pero se vería empañado por una pelea con su técnico Eduardo Berizzo y su ayudante técnico, Roberto Bonano, con lo cual tras estar un año en el club rancagüino es enviado a Deportes La Serena
Luego de una buena campaña en el club serenense llegaría a Colo-Colo, nuevamente en calidad de préstamo. En el club albo rápidamente lograría ser una de las figuras del primer equipo pero finalizado su contrato el equipo popular no haría uso de la opción de compra por lo cual O'Higgins nuevamente lo cedería, esta vez regresando a su país para jugar por Instituto de Córdoba.
A comienzos de 2014, pese a realizar una buena campaña se desvincula de Instituto. Tendría problemas administrativos y tras un fallido fichaje por Deportes Iquique recala en Santiago Wanderers de Chile a préstamo por seis meses donde tendría un irregular rendimiento que lo llevaría a no ser considerado por el cuerpo técnico.
A mediados de julio de 2014 firma para Nueva Chicago de la segunda división del fútbol argentino debido a que el entrenador Omar Labruna, quien ya lo había dirigido previamente, lo quería para su equipo. Fue una pieza de recambio a lo largo del torneo. Comenzó siendo titular, pero lentamente perdió el puesto en manos de Damián Lemos y Federico Fattori. Disputó 17 partidos, la mayoría ingresando desde el banco de suplentes, sin convertir goles. Su equipo logró el ascenso a Primera División. Para el Campeonato de Primera División 2015, fue muy tenido en cuenta por el director técnico a pesar de haber sido expulsado en la fecha 3 frente a Arsenal de Sarandí y de sufrir un desgarro en la fecha 6 frente a San Lorenzo. Convirtió su primer gol en el club en la victoria de su equipo frente a Aldosivi 3 a 1 por la fecha 26.
Para el Campeonato de Primera División 2016, fue fichado por Patronato de Paraná, equipo que dirigía Rubén Forestello. Fue separado del plantel por actos de indisciplina meses antes de terminar el torneo. Su equipo lograría mantener la categoría disputando 7 partidos y convirtiéndole un gol a San Lorenzo.
Pasado ese semestre, rescindió contrato con Patronato y firmó con Quilmes de la Primera División de Argentina.

## Clubes
| Club                   | País                 | Año       |
| ---------------------- | -------------------- | --------- |
| Racing                 | Argentina            | 2006-2007 |
| San Martín de San Juan | Argentina            | 2007-2008 |
| Unión de Santa Fe      | Argentina            | 2008-2009 |
| Atlético Rafaela       | Argentina            | 2009-2010 |
| Chacarita Juniors      | Argentina            | 2010      |
| O'Higgins              | Chile                | 2011      |
| La Serena              | Chile                | 2012      |
| Colo-Colo              | Chile                | 2012-2013 |
| Instituto de Córdoba   | Argentina            | 2013      |
| Santiago Wanderers     | Chile                | 2014      |
| Nueva Chicago          | Argentina            | 2014-2015 |
| Patronato de Paraná    | Argentina            | 2016      |
| Quilmes                | Argentina            | 2016-2017 |
| Moca FC                | República Dominicana | 2018      |
| Cipolletti             | Argentina            | 2019      |
| Sol de Mayo            | Argentina            | 2020-2021 |

### Estadísticas
- Actualizado al 4 de septiembre de 2021

| Club                           | Div.                | Temporada           | Liga | Liga | Copa Nacional | Copa Nacional | Copa Internacional | Copa Internacional | Total | Total |
| Club                           | Div.                | Temporada           | PJ   | G    | PJ            | G             | PJ                 | G                  | PJ    | G     |
| ------------------------------ | ------------------- | ------------------- | ---- | ---- | ------------- | ------------- | ------------------ | ------------------ | ----- | ----- |
| Racing Argentina               |                     |                     |      |      |               |               |                    |                    |       |       |
| 1.ª                            | 2005/06             | 10                  | 0    | -    | -             | -             | -                  | 10                 | 0     |       |
| 1.ª                            | 2006/07             | 1                   | 0    | -    | -             | -             | -                  | 1                  | 0     |       |
| Total                          | Total               | 11                  | 0    | -    | -             | -             | -                  | 11                 | 0     |       |
| San Martín (SJ) Argentina      |                     |                     |      |      |               |               |                    |                    |       |       |
| 1.ª                            | 2007/08             | 16                  | 0    | -    | -             | -             | -                  | 16                 | 0     |       |
| Total                          | Total               | 16                  | 0    | -    | -             | -             | -                  | 16                 | 0     |       |
| Unión Argentina                |                     |                     |      |      |               |               |                    |                    |       |       |
| 2.ª                            | 2008/09             | 29                  | 0    | -    | -             | -             | -                  | 29                 | 0     |       |
| Total                          | Total               | 29                  | 0    | -    | -             | -             | -                  | 29                 | 0     |       |
| Atlético Rafaela Argentina     |                     |                     |      |      |               |               |                    |                    |       |       |
| 2.ª                            | 2009/10             | 31                  | 0    | -    | -             | -             | -                  | 31                 | 0     |       |
| Total                          | Total               | 31                  | 0    | -    | -             | -             | -                  | 31                 | 0     |       |
| Chacarita Argentina            |                     |                     |      |      |               |               |                    |                    |       |       |
| 2.ª                            | 2010/11             | 12                  | 0    | -    | -             | -             | -                  | 12                 | 0     |       |
| Total                          | Total               | 12                  | 0    | -    | -             | -             | -                  | 12                 | 0     |       |
| O'Higgins · Chile              |                     |                     |      |      |               |               |                    |                    |       |       |
| 1.ª                            | 2011                | 33                  | 0    | 5    | 0             | -             | -                  | 38                 | 0     |       |
| Total                          | Total               | 33                  | 0    | 5    | 0             | -             | -                  | 38                 | 0     |       |
| Deportes La Serena · Chile     |                     |                     |      |      |               |               |                    |                    |       |       |
| 1.ª                            | 2012                | 14                  | 3    | -    | -             | -             | -                  | 14                 | 3     |       |
| Total                          | Total               | 14                  | 3    | -    | -             | -             | -                  | 14                 | 3     |       |
| Colo-Colo · Chile              |                     |                     |      |      |               |               |                    |                    |       |       |
| 1.ª                            | 2012                | 17                  | 0    | 1    | 0             | -             | -                  | 18                 | 0     |       |
| 1.ª                            | 2013                | 14                  | 0    | -    | -             | -             | -                  | 14                 | 0     |       |
| Total                          | Total               | 31                  | 0    | 1    | 0             | -             | -                  | 32                 | 0     |       |
| Instituto Argentina            |                     |                     |      |      |               |               |                    |                    |       |       |
| 2.ª                            | 2013/14             | 19                  | 0    | -    | -             | -             | -                  | 19                 | 0     |       |
| Total                          | Total               | 19                  | 0    | -    | -             | -             | -                  | 19                 | 0     |       |
| Santiago Wanderers · Chile     |                     |                     |      |      |               |               |                    |                    |       |       |
| 1.ª                            | 2014                | 12                  | 0    | -    | -             | -             | -                  | 12                 | 0     |       |
| Total                          | Total               | 12                  | 0    | -    | -             | -             | -                  | 12                 | 0     |       |
| Nueva Chicago Argentina        |                     |                     |      |      |               |               |                    |                    |       |       |
| 2.ª                            | 2014                | 18                  | 0    | -    | -             | -             | -                  | 18                 | 0     |       |
| 1.ª                            | 2015                | 19                  | 2    | 1    | 0             | -             | -                  | 20                 | 2     |       |
| Total                          | Total               | 37                  | 2    | 1    | 0             | -             | -                  | 38                 | 2     |       |
| Patronato Argentina            |                     |                     |      |      |               |               |                    |                    |       |       |
| 1.ª                            | 2016                | 7                   | 1    | -    | -             | -             | -                  | 7                  | 1     |       |
| Total                          | Total               | 7                   | 1    | -    | -             | -             | -                  | 7                  | 1     |       |
| Quilmes Argentina              |                     |                     |      |      |               |               |                    |                    |       |       |
| 1.ª                            | 2016/17             | 2                   | 0    | 1    | 0             | -             | -                  | 3                  | 0     |       |
| Total                          | Total               | 2                   | 0    | 1    | 0             | -             | -                  | 3                  | 0     |       |
| Moca FC · República Dominicana |                     |                     |      |      |               |               |                    |                    |       |       |
| 1.ª                            | 2018                | ?                   | ?    | -    | -             | -             | -                  | ?                  | ?     |       |
| Total                          | Total               | ?                   | ?    | -    | -             | -             | -                  | ?                  | ?     |       |
| Cipolletti Argentina           |                     |                     |      |      |               |               |                    |                    |       |       |
| 3.ª                            | 2018/19             | 10                  | 0    | 1    | 0             | -             | -                  | 11                 | 0     |       |
| Total                          | Total               | 10                  | 0    | 1    | 0             | -             | -                  | 11                 | 0     |       |
| Sol de Mayo Argentina          |                     |                     |      |      |               |               |                    |                    |       |       |
| 3.ª                            | 2019/20             | 20                  | 0    | 3    | 0             | -             | -                  | 23                 | 0     |       |
| 3.ª                            | 2020                | 6                   | 0    | -    | -             | -             | -                  | 6                  | 0     |       |
| 3.ª                            | 2021                | 11                  | 0    | -    | -             | -             | -                  | 11                 | 0     |       |
| Total                          | Total               | 37                  | 0    | 3    | 0             | -             | -                  | 40                 | 0     |       |
| Total en su carrera            | Total en su carrera | Total en su carrera | 301  | 6    | 12            | 0             | -                  | -                  | 313   | 6     |

## Palmarés
| Título                     | Club          | País      | Año  |
| -------------------------- | ------------- | --------- | ---- |
| Ascenso a Primera División | Nueva Chicago | Argentina | 2014 |